# Contea di Aiken
La contea di Aiken (in inglese Aiken County) è una contea dello Stato della Carolina del Sud, negli Stati Uniti. La popolazione al censimento del 2000 era di 142 552 abitanti; nel 2005, l'U.S. Census Bureau stimò che la popolazione avesse raggiunto la cifra di 150 181. Il capoluogo di contea è Aiken.

## Geografia fisica
Secondo l'U.S. Census Bureau, la contea ha un'area totale di 2.798 km² delle quali 2778 km² composti da terra e 20 km² (0.72%) d'acqua.
La contea si trova nel centro-ovest dello Stato, al confine con la Georgia. Il fiume Savannah forma il confine sud-ovest con la Georgia.

### Contee confinanti
- Contea di Saluda - nord
- Contea di Lexington - nord-est
- Contea di Orangeburg - est
- Contea di Barnwell - sud-est
- Contea di Burke (Georgia) - sud-ovest
- Contea di Richmond (Georgia) - ovest
- Contea di Edgefield - nord-ovest

## Storia
L'area era abitata da nativi Savannah che parlavano lingue algonchine nel tardo XVIII secolo. La contea fu creata nel 1871 e fu chiamata così in onore di William Aiken.

## Società

### Evoluzione demografica
Secondo il censimento del 2000, abitavano 142 552 persone, 55.587 proprietari della casa in cui abitavano, e 39.411 famiglie residenti nella contea. La densità di popolazione era di 133 persone per miglio quadrato (51/km²). C'erano 61 987 unità immobiliari per una densità di circa 58 per square mile (22/km²). La diversità razziale della contea era di 71.37% Bianchi (White), 25.56% Neri (Black) o Afroamericani, 0.40% Nativi indiani americani (Native American), 0.63% Asiatici (Asian), 0.03% other races, 1.18% di due o più razze. 2.12% della popolazione era di origine ispanica (Hispanic) o Latino.
C'erano 55.587 proprietari dei quali il 33.10% aveva figli al di sotto dei 18 anni conviventi, 53,30% erano sposati conviventi, 13,80% avevano un proprietario femminile senza marito, e 29,10% non erano famiglie. Il 25,20% dei proprietari era costituito da individui e il 9,20% era qualcuno che viveva solo e aveva 65 anni o era più vecchio. La formazione media di ogni casa era di 2,53 membrie e la formazione media di una famiglia era di 3,03 membri.
Nella contea, la popolazione era costituita per il 26,20% da persone al di sotto dei 18 anni, l'8,80% dai 18 ai 24, il 28,90% dai 25 ai 44, il 23,30% dai 45 ai 64, ed il 12,80% erano di 65 anni o più vecchi. L'età media era di 36 anni. Per ogni 100 femmine c'erano 92,90 maschi. Per ogni 100 femmine dai 18 anni in su, c'erano 89,20 maschi.
L'introito medio per ogni proprietario nella contea era di $37–889, e l'introito medio per famiglia era di $45.769. I maschi avevano un guadagno medio di $36,743 contro i $23,810 delle donne. L'introito medio pro capite della contea era di $18.772. Circa il 10,60% delle famiglie ed il 13,80% della popolazione si trovavano sotto la soglia di povertà, inclusi il 18,90% di quelli sotto i 18 anni ed il 12,50% di quelli dai 65 anni in su.

## Comuni

### Cities
- Aiken (capoluogo)
- New Ellenton
- North Augusta

### Towns
- Burnettown
- Jackson
- Monetta
- Perry
- Salley
- Wagener
- Windsor

### Census-designated places
- Belvedere
- Clearwater
- Gloverville
- Graniteville
- Langley
- Warrenville